# Heinrich Seesing
Heinrich Seesing (* 12. Juli 1932 in Warbeyen; † 3. November 2004) war ein deutscher Politiker der CDU. 
Seesing war von Beruf Grund- und Hauptschullehrer. Er trat 1957 der CDU bei. Von 1983 bis 1994 war Seesing Mitglied des Deutschen Bundestages. Er wurde stets im Wahlkreis Kleve direkt gewählt.